# Boeing XP-8
Le Boeing XP-8 (Model 66) est un prototype de chasseur biplan américain des années 1920, notable pour son design inhabituel qui incorpore le radiateur du moteur dans l'aile inférieure.

## Développement
Boeing développe le prototype en 1926, avec comme but de gagner la compétition lancée par l'United States Army Air Corps en 1925. Dessiné par Boeing et référencé modèle 66, le cockpit est à la base celui du Boeing PW-9 avec un moteur expérimental de 600 ch Packard 2A-1530. Le radiateur est déplacé en arrière pour que l'ouverture coïncide avec le bord avant de l'aile inférieure, résultant en un profil exceptionnellement étroit autour du moteur.

## Essais
Les tests de l'armée de l'air commencent en janvier 1928, et se passent bien, mais les performances ont fait défaut, enregistrant seulement une vitesse maximale de 277,12 km/h. Malgré cela, le prototype a servi pour United States Army Air Corps jusqu'en juin 1929, après quoi l'avion est abandonné. La conception du cockpit survit et se retrouvera dans le modèle Boeing F2B.

## Opérateurs
États-Unis
- United States Army Air Corps

### Aéronefs comparables
- Boeing F2B